# Ernest Bourret
Pour les articles homonymes, voir Bourret.
Ernest Bourret, né Joseph Christian Ernest Bourret le 11 décembre 1827 au hameau de Labro, près de Saint-Étienne-de-Lugdarès et mort le 10 juillet 1896 à Rodez, est un homme d'Église, évêque, puis cardinal français.

## Biographie

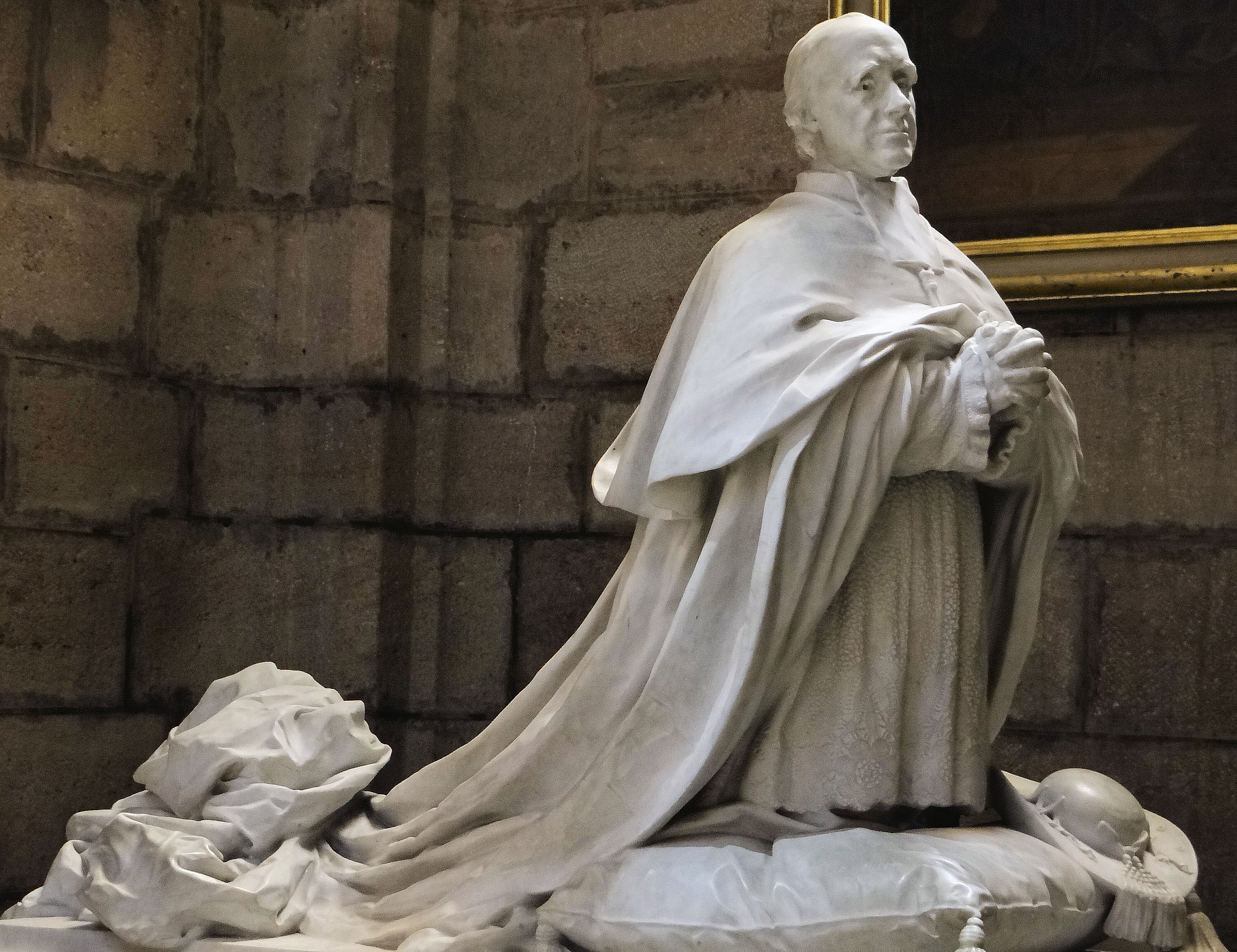
Tombeau du cardinal Bourret en la cathédrale Notre-Dame de Rodez.

### Premières années
Ernest Bourret termine ses études à l'école des Carmes. Il obtient également un doctorat in utroque jure — c'est à-dire en droit canon et en droit civil — pour son étude de l'« origine du pouvoir civil d'après saint Thomas et Suárez »,. Il présente aussi le doctorat ès lettres et publie son travail en 1855 dans l'ouvrage L'École chrétienne de Séville, sous la monarchie des Visigoths, recherches pour servir à l'histoire de la civilisation chrétienne chez les barbares. Il est ordonné prêtre en 1851 à Paris, formé dans la congrégation de l'Oratoire de Saint Philippe Néri. 
Il enseigne le droit ecclésiastique à la faculté de théologie catholique de Paris à partir de 1862,. Il y rencontre l'abbé Lavigerie qui y exerce également les fonctions de professeur ; celui-ci lui confie ensuite la gestion financière de l'Œuvre des Écoles d'Orient, dont il devient membre de son conseil en 1869.
Quand Charles Lavigerie est nommé en 1867 à l'archidiocèse d'Alger, ils s'entretiennent dans une correspondance suivie des évolutions de la politique ecclésiastique du Second Empire — Jacques Gadille le qualifie d'ailleurs de « bon observateur » — ; ces relations perdureront après l'accession de l'abbé Bourret à l'épiscopat.
En 1863, il est nommé chanoine honoraire de Nancy par Lavigerie. Par la suite, il deviendra chanoine d'honneur de ce chapitre.
Son expérience d'enseignement et sa fréquentation des cercles religieux parisiens lui fait porter un jugement sévère sur la formation intellectuelle du clergé ; dans une lettre à Guillaume Meignan, il fait part de ses craintes que « la nouvelle génération nous dépass[e] par des prises de position excessives, mal informées ».
Joseph Hippolyte Guibert l'appelle à lui pour être son secrétaire particulier ; impressionné par sa science religieuse, il en fait son théologien pour le premier concile œcuménique du Vatican.

### Evêque de Rodez
Il est ordonné évêque de Rodez en 1871. Pour l'historien Henry Jaudon, le prestige d'Ernest Bourret est tel que l'histoire du département dans le dernier quart du XIXe siècle se confond avec celle de son épiscopat,. 
Adolphe Thiers ayant déclaré à la tribune le 22 juillet 1871 que « le gouvernement ne présente pas, il nomme les évêques et les archevêques », il s'attire un démenti sévère de l'abbé Bourret qui rétorque depuis le lieu du Concile que « dans ces matières, nul pouvoir, par la nature des choses, n'appartient à l'État et que les princes temporels ne peuvent rien faire de légitime que par la libre concession des Souverains Pontifes ». Il reçoit l'appui de Pie IX qui déclare dans un bref pontifical donner son « assentiment à votre nomination au siège de Rodez ». La situation du diocèse est excellente, avec 1234 séculiers — occupant notamment 669 cures et succursales — et 2000 réguliers des deux sexes pour 414 000 habitants ; les effectifs du grand séminaire s'élèvent à 200 et le clergé est jeune comparé au reste de la France. La résidence de l'évêque est le palais épiscopal de Rodez, dont Bourret fait fermer la cour par l'architecte Jean-Baptiste Vanginot avec l'édification d'une aile supplémentaire. Cette situation exceptionnelle pousse Meignan à comparer plaisamment Bourret à un « seigneur du Moyen Âge ».  
Rapidement, Ernest Bourret s'impose comme le chef incontesté du diocèse ; le clergé aveyronnais lui porte une grande affection et Flavio Chigi le félicite d'être également apprécié des nouveaux prêtres « qui trouvent cependant que vous les faites étudier un peu trop » ; en effet, il les soumet à une éducation intellectuelle exigeante. Le prélat commande aux prêtres de son diocèse comme à plusieurs évêques de ses voisins ; par ailleurs, les grandes familles de la région, tel les Montesquiou-Fézensac, les Bonald et les Cassan-Floyrac se placent sous son patronage. Irrité par cette autorité, un des préfets républicains dénonce chez lui  « le besoin de tout faire plier devant sa volonté ». De fait, le seul de ses subordonnées dont Bourret accepte l'opposition est l'abbé Bonnet, qui dirige le grand séminaire du diocèse.    
À la tête d'un des rares diocèses qui cumule vitalité religieuse et aisance matérielle, Ernest Bourret apporte son aide financière au Saint-Siège, en grande difficulté depuis la perte des derniers restes des États pontificaux. Le 22 mars 1872, l'Assemblée nationale ajourne le débat sur la pétition lancée par L'Univers qui protestait contre la nomination d'un ambassadeur de France à Rome alors que les possessions territoriales de la papauté étaient occupées par la force ; Félix Dupanloup et les députés catholiques libéraux s'étant rallié au vote de l'ordre du jour demandé par Adolphe Thiers, Bourret adresse une lettre sévère à son collègue d'Orléans où il regrette que la décadence française empêche « l'application d'un idéal théorique de justice [...] [mais permît seulement le bien] dans la limite du possible » ; contrairement à Jean-Pierre Mabile, il ne rend pas cette protestation publique. En 1873, lors des attaques des autorités suisses contre le clergé catholique, Bourret refuse de contribuer à la demande de souscription du cardinal Mathieu, lui préférant la souscription organisée par L'Univers. La même année, Bourret publie également un mandement condamnant le Kulturkampf où il reprend les critiques portées par l'encyclique Etsi multa contre le césarisme ; par une circulaire ministérielle du 27 décembre 1873, Oscar Bardi de Fourtou invite les évêques à plus de modération mais cela ne suffit pas à apaiser Otto von Bismarck qui demande le 13 janvier 1874 à ce que les démarches de Bourret et trois autres évêques soient déclarés comme d'abus, ce que le gouvernement refuse formellement.     
Parmi l'épiscopat français des débuts de la Troisième République, Ernest Bourret se distingue par sa profonde science et son talent littéraire. Au cours de son administration du diocèse de Rodez, il met à profit ses connaissances en droit concordataire. Comme beaucoup d'évêques de la tendance intransigeante, il s'oppose aux entraves mis à l'Église par les articles organiques — jamais reconnus par le Saint-Siège. Tout au long de son épiscopat, il réalise une véritable guérilla règlementaire contre le ministère des Cultes, arguant des immunités judiciaires et administratives dont bénéficie le clergé. Un exemple marquant de cette opposition est la controverse qui l'oppose au ministre Arthur de Cumont où il réclame que la juridiction civile soit dessaisie des insultes faites à un de ses prêtres — l'abbé Turcq, curé d'Onet-l'Église — ; le Tribunal des conflits lui donne tort, arguant que le prêtre n'aurait pas été insulté dans l'exercice de son ministère religieux. Cumont menaçant de revenir aux dispositions d'appel du concordat de 1516, le prélat le met au défi de mettre sa déclaration à exécution, estimant que l'Église de France se porterait mieux sans les articles organiques de 1802. 

#### Influence dans l'Église de France
Dès son accession à l'épiscopat, Ernest Bourret acquiert une position influente dans l'Église de France. Fort de ses relations avec l'archevêque de Paris, il est sollicité en 1872 par Flavien Hugonin pour intercéder en faveur d'une assemblée générale des évêques de France ; le pape Pie IX refuse, craignant de froisser le gouvernement. À partir de 1874, le crédit de Bourret auprès du nouveau nonce apostolique, Pier Francesco Meglia, est important ; par ailleurs, il est écouté du président du Conseil Jules Dufaure. Auprès d'eux, il combat les influences libérales de Adolphe Perraud, Pierre-Alfred Grimardias et Félix Dupanloup. De fait, il a une influence majeure sur la politique de bascule des nominations concordataires de cette période : entre 1876 et 1877, les sièges épiscopaux de Mende, Viviers, Versailles, Luçon, Saint-Flour et Langres sont pourvus par des prélats de la tendance intransigeante et Louis-Édouard Pie est élevé au cardinalat en  octobre 1878. Cette influence sur les nominations s'estompe en mai 1878 avec le retour des listes de candidats gouvernementales. 
Le rôle qu'il joue dans le remplacement des évêques des diocèses voisins est à ce titre remarquable. Le climat de la Lozère étant trop rude pour Joseph-Frédéric Saivet, ce dernier doit quitter ses fonctions en 1876, trois ans après son arrivée ; Ernest Bourret présente alors la candidature de son vicaire général Julien Costes pour le siège vacant. Une fois consacré par son protecteur, le nouvel évêque du Gévaudan lui reste très fidèle. En 1877, Bourret recommande l'aveyronnais Benjamin Baduel pour le siège de Saint-Flour. L'évêque de Rodez escompte un soutien renforcé au coup du 16 mai des parlementaires conservateurs de l'Aveyron proches de l'abbé Baduel, dont Casimir Mayran et Jean Delsol ; de cette manière, le nouveau prélat aurait le « double avantage de servir l'Église et l'État ». La même année, son protégé l'abbé Bonnet est nommé sur ses instances évêque de Viviers. Aussi, à partir de 1876-1877, les quatre diocèses de Rodez, Mende, Viviers et Saint-Flour sont occupés par des prélats unis par des origines locales marquées et cette zone du sud du Massif central est dominée par la figure tutélaire de Bourret.

### Cardinal
Opposé à une attitude de conciliation avec le gouvernement en 1879, Ernest Bourret revient en 1880 d'un voyage ad limina convaincu par les vues du nouveau pape Léon XIII, à savoir « éclairer les esprits sans aigrir les caractères [...], ne pas sacrifier les principes, mais se montrer conciliant sur les applications et se souvenir qu'il faut savoir supporter ce qu'on ne peut changer ». Cette attitude de modération a l'occasion de s'exercer à l'occasion de l'expulsion des congrégations. Il se tient par exemple prudemment à l'écart du comité des jurisconsultes catholiques institué pour conseiller les évêchés et qui conseille rapidement la résistance frontale au gouvernement. Ainsi, Bourret préconise en avril 1880 de demander au gouvernement les autorisations pour les congrégations féminines ; dans son diocèse, elles font vivre des écoles qui ne pourraient pas subsister sans elles du fait de la pauvreté des campagnes. D'abord dubitatif sur les chances d'une négociation occulte avec le gouvernement, l'évêque de Rodez s'y rallie début juillet avec son métropolitain le cardinal de Bonnechose et dénonce la passivité de Guibert, revirement qui lui attire les remontrances de l'évêque voisin, Anatole de Cabrières,. Néanmoins, Bourret s'oppose au projet de déclaration voulu par le pape et reste intransigeant sur les principes : fort de son expertise in utroque jure, il est un des rares évêques à oser nier tout droit de l'État sur les congrégations religieuses ; en avril 1880, il adresse une lettre au ministre de l'Intérieur pour critiquer vertement ses références à la théorie de la puissance publique du chancelier Pasquier : les congrégations sont des « société[s] d'ordre supérieur [avec] [leur] législateur à elle[s], [leur] objet propre et [leur] sphère d'action déterminée » et bénéficient de fait d'une immunité totale,. Pessimiste sur les chances de réussite de la modération prêchée par Léon XIII et son ami Lavigerie, il commente : « Noyons-nous donc petit à petit... ». Pour les élections législatives de 1881, Bourret conseille aux catholiques l'abstention à chaque fois qu'un républicain opportuniste sera aux prises avec un républicain radical. 
En 1893, il fut créé cardinal par Léon XIII.

## Théologie et action politique
Ernest Bourret appartient à l'école de pensée de Louis-Édouard Pie, comme Joseph Dabert — tous deux se disent « très dépendant[s] de Rome et très indépendant[s] du gouvernement ». Ses différents ouvrages s'opposent au naturalisme dans le domaine politique : pour lui, le pouvoir politique est fondé par Dieu qui lui confère son caractère moral, durable et respectable, équivalent à celui du pater familias dans le domaine privé. Sa conception jusnaturaliste s'appuie sur Jacques Balmes et Georg Phillips (en) : le droit civil des sociétés doit être subordonné au droit autonome de l'Église. Bourret rejette la théorie du pouvoir créé par la volonté humaine et défend que le pouvoir émerge du fait social ; la Providence divine a donné à l'Église comme aux sociétés une puissance législative ; celle de l'Église est « supérieure [...] et indépendante ». Le respect doit prévaloir entre ordre civil et ordre religieux — deux domaines distincts —, le premier acceptant d'être guidé par le second pour atteindre le bien commun : « Il faut que les assemblées politiques reconnaissent le suprême domaine de Dieu ; […] que les pouvoirs soient chrétiens ; […] que le Christ soit réintégré dans ses droits [...] d'universel directeur ». Dans la lignée de saint Pothin, Justinien et Jean Domat, Bourret reconnaît que la législation civile possède un domaine réservé, mais cette dernière ne doit pas prétendre régenter le domaine religieux ou les questions mixtes. Cette conception le fait regretter les consignes de neutralité politique données au clergé parisien par Georges Darboy lors des élections législatives de 1869 : « Ne vaudrait-il pas mieux, sans faire l'histoire du Moyen Age, parler quelquefois de ce qui est dû [à l'Eglise] ? ». Après sa nomination épiscopale, il explique dans ses mandements que la reconstruction de la France après la défaite de 1870 ne pourra être complète que si la société civile accepte un lien direct avec l'Église : « La force qu'il nous faut aujourd'hui pour remonter en haut est une force morale, une force de conscience » ; sans les doctrines catholiques, elle serait soumise à un processus de dissolution irrémédiable. Toutefois, conformément à la tradition chrétienne, il est attaché à l'idée de souveraineté populaire : pour fonder le pouvoir étatique, cette souveraineté est aliénée temporairement ou définitivement ; de fait, Bourret rejette la démocratie représentative car la souveraineté y est seulement déléguée. 
Dans les débuts de la Troisième République, le bas-clergé du sud du Massif central, des Pyrénées et des Alpes est fortement influencé par les doctrines néo-ultramontaines ; proche des milieux réactionnaires et de la noblesse locale, il cherche à se saisir de la direction politique des évêchés pour combattre la Troisième République naissante. Là où des fractions du clergé s'opposent dans les autres diocèses, cette tendance règne sans partage dans ces régions montagneuses ; dans le riche diocèse de Rodez où la pratique religieuse catholique est largement majoritaire, la volonté d'influence du clergé est particulièrement prégnante et s'exerce par le biais des journaux dirigés par les grandes familles du département, le tout sous l'œil bienveillant du Saint-Siège. Contrairement à la plupart des évêques qui choisissent de combattre ce mouvement ou de s'en faire les simple représentants, Bourret s'en affirme comme le chef et le coordinateur incontesté ; à cette époque, seul Charles-Emile Freppel acquiert une influence comparable sur le courant néo-ultramontain. Son adversaire privilégié, le préfet républicain, le décrit comme « attach[ant] une importance très secondaire à la forme du régime ; ce qu'il poursuit, c'est l'asservissement du pouvoir civil au pouvoir théologique et le triomphe de l'Eglise » ; il dénonce chez le prélat « orgueil » et « esprit de domination »

### Figure du parti conservateur et inspirateur de la crise du 16 mai
Réclamé pour le siège de Rodez par les représentants de l'Aveyron, Pierre Pradié en tête, Ernest Bourret prend rapidement la main sur la presse conservatrice du département, notamment Le Peuple, dirigé par l'abbé Vernhet, et Le Journal de l'Aveyron, favorable au septennat. Sous l'Ordre moral, le préfet Henri de Serres, allié aux Bonald, est sous son influence. Conformément à ses vues théologiques, le prélat descend dans l'arène pour les consultations électorales à l'occasion desquelles il rassemble les catholiques pour des prédications à caractère essentiellement politique. 
Il envisage de se présenter aux élections sénatoriales de 1876 en Lozère mais il doit renoncer face aux oppositions locales. Il n'en conserve pas moins la haute main sur les conservateurs de l'Aveyron : les candidats sénatoriaux de la droite demandent son approbation qu'il met à profit pour écarter les légitimistes les plus marqués. C'est également à cette occasion qu'il se brouille avec Jules Clausel de Coussergues qui décide de se présenter sur la liste républicaine de Millau ; cette dernière échoue devant les électeurs,. Malgré cette opposition frontale à la République, Ernest Bourret est conscient de l'affermissement du régime ; dans une lettre de juillet 1875 à Dabert, il reconnaît que « nous ne changerons certes pas l'esprit public ; mais il faut toujours affirmer un droit, chacun selon ses forces et son tempérament ». Les manœuvres des légitimistes qui manquent de peu d'empêcher l'élection de Dupanloup comme sénateur inamovible, le 18 décembre 1875, le laissent amer ; dans une lettre à Dupanloup, il dénonce « la dissolution du parti conservateur [...] [dont les] membres rentreront dans les pays chrétiens en vaincus, méprisés par les uns, taxés par les autres d'incapacité » et propose la prolongation de l'Assemblée et du gouvernement Louis Buffet. 
L'arrivée au pouvoir de Jules Simon, peu apprécié par les catholiques, coïncide avec une violente campagne anticléricale visant à faire supprimer le budget des Cultes instauré par le Concordat. L'indignation est générale dans l'épiscopat, mais si les évêques de la tendance de Dupanloup prônent l'apaisement en refusant de protester publiquement, Ernest Bourret fait le choix inverse. Dans sa lettre de Carême, il liste et récuse les « principales attaques qui ont cours contre l'Église dans le temps présent », soulageant sa conscience des multiples renoncements auxquels il a dû consentir par diplomatie. Auprès de son ami Lavigerie — qui lui a adressé ses félicitations pour son mandement —, il confesse avoir voulu sortir les catholiques libéraux de leur torpeur : « Y verront-ils enfin clair, nos amis illusionnés qui ont tenté la réconciliation de l'Église et de la société moderne, en donnant à peu près tous les torts à l'Église et en lui demandant toutes les concessions ? ». Son intervention est condamnée par les journaux républicains, Le Temps rejetant la responsabilité de la violence du débat religieux sur l'intransigeance des évêques. Le 24 avril 1877, Bourret écrit également une lettre à Louis Martel, ministre des Cultes, pour protester contre la circulaire interdisant aux laïcs de faire des discours dans les églises.  
Après la condamnation par la Chambre des députés des pétitions ultramontaines, il est de ceux qui poussent Dupanloup à demander le renvoi de Jules Simon à Mac Mahon. Pessimiste sur la situation politique, même dans son diocèse, il souligne : « La France n'a que trois mois devant elle, retenez bien ces paroles, Monseigneur ; si vous laissez faire les élections des conseils généraux, des conseils municipaux sous les influences actuelles, nous sommes perdus sans ressources ; le Sénat et le maréchal seront renversés à court délai, car que ferez-vous lorsque les prochaines élections triennales du Sénat vous auront envoyé 50 voix de majorité bien déterminées contre vous ? […] Êtes-vous décidés à vous laisser périr ? ». Il reconnaît toutefois que même s'il est « de ceux qui ont beaucoup désiré ce qui s'est fait et qui seconderont de tous leurs petits moyens ce qui doit encore se faire […], le radicalisme fait d'effroyables progrès ». Son action politique est contrecarrée par les bonapartistes de l'Aveyron, peu sensibles aux influences cléricales, et il ne réussit pas plus que Baduel à obtenir l'union des conservateurs pour les élections de 1877. Dès sa lettre pastorale de 9 juillet 1877, il infléchit ses positions et tente de rallier les républicains libéraux à l'Église : « [qu'on] ne veuille point, en France, de la domination du clergé ; ce sentiment, pris dans son vrai sens, peut n'être pas trop à blâmer, mais on ne veut pas davantage de sa disparition, ni de son asservissement » ; il y joint l'éloge de la sagesse et de la persévérance, plus efficaces que « des revendications intempestives et absolues ». Il ne s'en montre pas moins hostile aux thèses de conciliation avec le monde moderne développées par Dupanloup dans La crise de l'Église : « La sagesse en temps de crise risqu[e] fort d'être interprétée comme une tiédeur ou une opposition ». De la République, il critique le régime parlementaire soumis aux pressions de la presse et prône un régime présidentiel capable de faire preuve d'autorité envers les partis.

### Implication dans les luttes scolaires
Soulignant les progrès de l'instruction réalisé dans les régions montagneuses grâce aux prêtres et aux religieuses catholiques, Bourret récuse l'intervention de l'État dans le domaine de l'enseignement, lui préférant un soutien à la liberté scolaire et ses initiatives. En 1872, à l'occasion de la discussion du projet de loi de Jules Simon sur l'instruction publique, il juge les pétitions catholiques en faveur du contre-projet de Dupanloup trop dangereuses politiquement, soulignant que certaines municipalités de l'Aveyron sont prêtes à voter la laïcisation des écoles communales. Concurremment au vote de la loi des maires, Félix Dupanloup invite les évêques à conseiller le gouvernement dans la révocation des maires, ce que certains prélats refusent ; Bourret, en revanche, fait parvenir aux autorités civiles une liste de demandes visant des municipalités anticléricales. Bourret félicite ensuite Dupanloup d'avoir œuvré pour le vote de la loi du 12 juillet 1875 relative à la liberté de l'enseignement supérieur, y voyant une promesse de « régénération morale du pays [...] si le particularisme, qui est le grand mal de l'épiscopat français, ne vient pas en partie paralyser une œuvre qui pourrait devenir si grande par l'accord des forces et des volontés ».
Après le 16 mai, il s'oppose frontalement à l'autorité préfectorale qui procède à la laïcisation forcée d'écoles tenues par des congrégations religieuses ; en particulier, l'éviction des religieux de l'établissement de Capdenac malgré le soutien de la majorité des habitants — situation similaire à celle d'une quinzaine d'autres villages du Rouergue —, le pousse à écrire en octobre 1878 une lettre à Agénor Bardoux où il prophétise « que bientôt tous les tribunaux de France et toutes nos Cours vont avoir à juger les préfets de la République et, derrière eux, les ministres qui les autorisent et ne les désavouent pas », avertissant qu'un jugement contraire aux désirs locaux ne ferait que mettre en lumière l'écart entre les populations religieuses attachées à leurs instituteurs catholiques et le nouveau régime. Si le prélat maintient ensuite une correspondance avec le directeur des Cultes Émile Flourens, la nomination d'un anticatholique — Paul Bert — au ministère le pousse à rompre toutes relations avec l'administration ; cette dernière systématise le contrôle des biens ecclésiastiques, restreint la capacité des conseils de fabrique à recevoir les dons et les legs destinés au financement d'école et soumet les évêques à un contrôle voisin de celui des fonctionnaires, ce que l'évêque de Rodez dénonce comme un retour à la Constitution civile du clergé : « L'Église ne peut pas être plus contrariée dans l'administration de son culte que dans la définition même de son dogme et de sa morale »,.
Bourret s'oppose violemment à la loi Jules Ferry de 1882 sur la laïcisation de l'enseignement primaire ; dans une lettre du 11 juillet 1882 à ses prêtres, il livre l'analyse suivante : « Toute neutralité [est] blâmable et les maîtres d[oivent] faire en sorte de donner à leur enseignement l'esprit catholique » ; la classe dirigeante propage « un principe d'indifférence et d'irréligion pour arriver à éteindre le règne de Dieu dans la société et former une nation toute entière tournée vers les réalités matérielles ». L'archevêque de Paris ayant dans sa circulaire du 8 avril exclu de conseiller aux familles catholiques une désobéissance formelle, l'évêque de Rodez lui fait part de ses réserves, s'étonnant que la voie choisie soit différente de la guerre scolaire prônée par le Saint-Siège en Belgique et craignant que cette opposition de jure ne soit vue par les fidèles comme une acceptation de facto d'un système d'enseignement ; néanmoins, il se conforme à la ligne définie par Guibert.

## Succession apostolique
Ernest Bourret a ordonné les évêques suivants :
- Évêque Julien Costes (1876)
- Évêque François-Antoine-Marie-Ambroise-Benjamin Baduel (1877)
- Évêque Julien Vidal (pl), S.M. (1887)
- Évêque Jean-Marie-François Lamouroux (1892)

## Armes
| Blason | Blasonnement : Écartelé : au 1er et 4e d'azur, à l'hostie d'argent; au 2e et 3e de gueules, au calice d'or. |

## Écrits
- De Schola Cordubae christiana, sub gentis Ommiaditarum imperio, disquisitionem proponebat Faculati litterarum Parisiensi, éditeur Apud C. Douniol, 1855. (OCLC 457121731)
- Essai historique et critique sur les sermons français de Gerson, d'après les manuscrits inédits de la Bibliothèque impériale et de la bibliothèque de Tours, éditeur C. Douniol, 1858. (OCLC 81302268)
- Lettre pastorale et mandement de monseigneur l'évêque de Rodez à l'occasion de la prise de possession de son siège et de son arrivée dans le diocèse : de la désorganisation morale des temps présents et de la nécessité de revenir aux principes chrétiens pour y porter remède, éditeur impr. d'A. Le Clère, 1871. (OCLC 921630094)
- Des Principales raisons d'être des ordres religieux dans l'Église et dans la société, et des injustes attaques auxquelles ils sont en butte dans ce moment, par Mgr l'évêque de Rodez et de Vabres, éditeur Vve E. Carrère, 1880. (OCLC 457121724)
- Du Respect qui est dû à la religion, à ses ministres et à ses institutions, par Mgr l'évêque de Rodez et de Vabres, éditeur Vve E. Carrère, 1880. (OCLC 457121730)
- Documents sur les origines chrétiennes du Rouergue : Saint Martial, éditeur Impr. de E. Carrère, 1887-1902. (OCLC 458680647)
- Discours de S. É. le cardinal Bourret... au couronnement de Notre-Dame de Mende, le 15 août 1894, éditeur E. Carrère, 1894. (OCLC 457121704)